# Portunus sebae
Portunus sebae är en kräftdjursart som först beskrevs av H. Milne Edwards 1834.  Portunus sebae ingår i släktet Portunus och familjen simkrabbor. Inga underarter finns listade i Catalogue of Life.